# Ćetojevići
Ćetojevići (szerbül: Ћетојевићи), település Bosznia-Hercegovinában, Laktaši községben, Bosanska krajina területén, a Szerb Köztársaságban. 

## Fekvése
Bosznia-Hercegovina északi részén, Banja Lukától légvonalban 14, közúton 20 km-re északkeletre, községközpontjától légvonalban 11, közúton 19 km-re délkeletre, a Klašnice-Slatina regionális úttól 5 km-re, 177-409 méteres magasságban fekszik. A településen 2006-ban épült 2 km hosszú aszfaltút halad át. A faluba vezető egyéb utak makadám utak. A falu szeres típusú, a házak, házcsoportok többnyire a dombokon helyezkednek el. Aleksići, Jaružani, Kadinjani, Njubatovci, Rajičevci falvak és a Crni vrh-hegység határolja. A Turjanica a falu az északkeleti oldalán folyik. A legfontosabb vízfolyások Turjanica mellett a Vukešnica és a Lidžanovica, valamint a Kruševac, a Lađa, a Popovac és a Ristin patakok. Jelentősebb források a Gavrina a Novakova voda, a Čapljak és mások. Határa többnyire dombos és hegyes, kivéve a folyók környékét. Híresebb magaslatok a Bogdanovac, a Božino, a Vrhovčevo brdo, a Vinogradina, a Gradina, a Milova strana, a Prevale (Prevarica) és az Urije. A helynevekből ismert még a Jelav, a Karavlašište, a Palež, a Prikrajci, a Čelar és a Crnjušnica. A terület lombhullató erdőkkel van benőve, melyeket régebben irtottak, így jelentős legelő, rét, gyümölcsös terület is található. Ennek ellenére a falu több mint fele még mindig erdőművelés áll. A nagyobb falvak: Bibići, Đurići, Ćuranovići, Marići, Trivići és Ćetojevići.

## Népessége
| Nemzetiségi csoport | Népesség 1991 | Népesség 2013 |
| ------------------- | ------------- | ------------- |
| Szerb               | 232           | 203           |
| Bosnyák             | 0             | 0             |
| Horvát              | 0             | 0             |
| Jugoszláv           | 0             | 0             |
| Egyéb               | 9             | 2             |
| Összesen            | 241           | 205           |

## Története
A falu eredetére és a népesség származására vonatkozóan nincsenek meggyőző és megbízható adatok. Ismeretes, hogy Bukvići, Gostovići és Lončari családok Likából vándoroltak be. Feltételezik, hogy beosztott településeinek nevét az ott lakó azonos vezetéknevű családról kapta. A település 1878-ig tartozott az Oszmán Birodalomhoz, ekkor a berlini kongresszus határozata alapján az Osztrák-Magyar Monarchia része lett. A monarchia szétesésével 1918-ban előbb a Szerb-Horvát-Szlovén Királyság, majd 1929-től a Jugoszláv Királyság része. Az 1929-es törvény értelmében, amikor Bosznia-Hercegovinát négy banovinára, Drinskára, Vrbaskára, Zetskára és Primorskára osztották, a település a Vrbaska banovina része lett, amelynek székhelye Banja Luka volt. 
Jugoszlávia megszállása után a Független Horvát Állam (NDH) része lett. A második világháború után a szocialista Jugoszláviához tartozott. A daytoni békeszerződést követő területfelosztásnál Laktaši község részeként a Szerb Köztársaság területéhez került.

## Gazdaság
Ćetojevići lakossága mezőgazdasággal foglalkozik, kisebb része külföldön dolgozik. Búzát, kukoricát és zabot termesztenek, a gyümölcsök (szilva, alma, körte, cseresznye) szintén jól teremnek.

## Oktatás
A településen Mica Ćeranić házában volt egy általános iskola, amely 1950-től 1958-ig működött. Ezt követően a gyerekek Jaružanéba (Bjeljevina), Kadinjanéba, Ljubatovcébe, Boškovićébe jártak iskolába, ma pedig a slatinai „Holandija” Általános Iskolába járnak.

## Infrastruktúra
A faluban soha nem volt templom, a helyiek a slatinai plébániához tartoznak. Ćetojevićinek két ortodox temetője van: az Antina kerítése elhanyagolt, a falu közepén lévő újat pedig 2005-ben kerítették be, ebbe vezették be a vizet, 2007 októberében pedig kutat helyeztek el benne. Több ivóvízforrás vizét sikerült felfogni, így a faluban több kisebb helyi vízmű is működik, ahonnan egy kivételével minden háztartást ellátnak ivóvízzel. A falu egy része 1968-ban, másik része pedig 1971-ben kapott áramot. Telefonkapcsolatok 1999-ben és 2000-ben létesültek. A faluban nincs bolt. 

## Nevezetességei
- A faluban van egy kunyhó és egy emléktábla, amelyen az 1981. július 27-én alakult Crnovrška Partizán Egyesület elesett harcosainak nevei találhatók. Az első ellenálló csapatot Vojislav Ćetojević istállójában szervezték meg.[3]

- Bogdanovacon (482 m tengerszint feletti magasságban) egy vadászház épült, amelyet 2000-ben nyitottak meg.[3]